# Тонкохвост аральский
Тонкохвост аральский (лат. Ischnura aralensis) — вид стрекоз семейства Coenagrionidae. Редкий, локально распространённый вид стрекоз. Представитель единственного в СНГ рода, видам которого свойственен яркий полиморфизм — наличие резко различных по цвету форм. Известен по двум локальным местам обитания: в бассейне нижнего течения реки Сырдарьи и на Южном Урале.

## Описание
Мелкая, весьма нежного сложения стрекоза. Окраска сине-зелёная с изменчивым по форме металлически-блестящим тёмным рисунком. Девятый тергит брюшка чёрного цвета. Задний край переднеспинки тупо-треугольной формы, равномерно закруглённый, без выраженного выступа посредине. Мезостигмальная пластинка по бокам с двумя приподнятыми полукруглыми листовидными лопастями. Верхние анальные придатки двухлопастной формы, нижняя лопасть заканчивается длинным когтеобразным выступом. От других видов рода отличается округлой, без выступов форме переднеспинки, а самцы также наличием высоких вертикальных лопастей на мезостигмальной пластинке груди.

## Ареал
Редкий вид стрекоз, распространённый локально. В Казахстане вид известен по единичным находкам из бассейна Сырдарьи и Ильменской группы озёр на Южном Урале.
На территории России впервые найден в Челябинской области первооткрывателем вида в августе 1985 года на территории Ильменского заповедника, затем был найден на озере Алакуль и Большая Акуля. На этих находках основаны указания об обитании вида на Южном Урале. Обнаружен также в Учалинском районе Республики Башкортостан.
В течение июля 2009 года на некоторых озёрах Челябинской области отмечался массовый лет тонкохвоста аральского.
В Средней Азии обитает на тугайных пойменных озёрах, существующих при разливах реки Сырдарьи. На Южном Урале встречается по берегам озёр, где отсутствует интенсивная хозяйственная деятельность человека.

## Охрана
Вид включён в Красную книгу Казахстана в статусе «редкого вида». Из-за регулирования речного стока и забора воды на нужды орошения, число пойменных озёр сильно сокращается. С исчезновением мест обитания данный вид оказывается под угрозой исчезновения.
Включён в Красную книгу Челябинской области (I категория. Крайне редкий, малоизученный, вероятно, исчезающий вид.). Охраняется в Ильменском заповеднике.